# Xystrocera granulipennis
Xystrocera granulipennis es una especie de escarabajo longicornio del género Xystrocera, categorizada en la tribu Xystrocerini, de la subfamilia Cerambycinae. Fue descrita por Breuning en 1957.

## Descripción
Mide 17-18 mm de longitud.

## Distribución
Se distribuye por Costa de Marfil, Etiopía, Kenia, Uganda y República Democrática del Congo.